# Gare d'Ōbu
La gare d'Ōbu (大府駅, Ōbu-eki) est une gare ferroviaire de la ville d'Ōbu, dans la préfecture d'Aichi, au Japon. La gare est exploitée par la JR Central.

## Situation ferroviaire
La gare d'Ōbu est située au point kilométrique (PK) 346,5 de la ligne principale Tōkaidō. Elle marque le début de la ligne Taketoyo.

## Historique
La gare d'Ōbu a été inaugurée le 10 septembre 1887.

## Service des voyageurs

### Accueil
La gare dispose d'un bâtiment voyageurs, avec guichets, ouvert tous les jours.

### Desserte
- Ligne principale Tōkaidō :
  - voies 1 et 2 : direction Okazaki, Toyohashi et Hamamatsu
  - voies 3 et 4 : direction Nagoya, Gifu et Ōgaki
- Ligne Taketoyo :
  - voies 2 et 3 : direction Taketoyo